# Dorfkirche Bollensdorf (Neuenhagen bei Berlin)

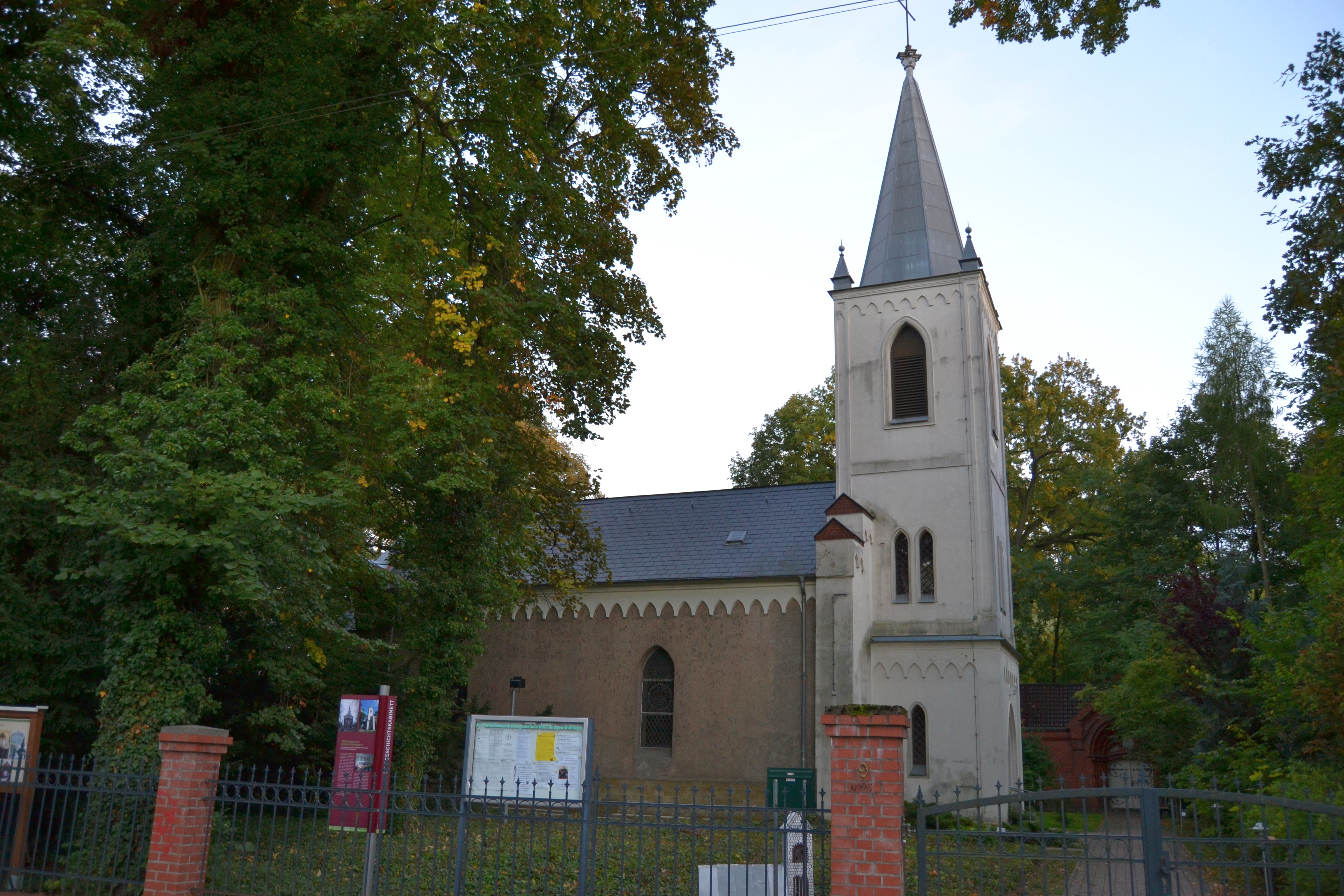
Dorfkirche Bollensdorf

Die evangelische, denkmalgeschützte Dorfkirche Bollensdorf steht in Bollensdorf, einem Wohnplatz der Gemeinde Neuenhagen bei Berlin im Landkreis Märkisch-Oderland in Brandenburg. Die Kirche gehört zur Verheißungskirchengemeinde Neuenhagen-Dahlwitz im Kirchenkreis Berlin Süd-Ost der evangelischen Kirche Berlin-Brandenburg-schlesische Oberlausitz.

## Beschreibung
Das Langhaus der mittelalterlichen Saalkirche wurde 1857 im neugotischen Baustil erneuert und verputzt. Im Westen wurde ein dreigeschossiger Kirchturm angebaut, der mit Gesimse in drei Geschosse gegliedert ist, wobei das oberste hinter den Klangarkaden den Glockenstuhl beherbergt. Seine Lisenen an den Ecken setzen sich oben als Fialen fort. An der Südwand des Langhauses wurde ein Anbau für das Gemeindezentrum errichtet. Von der frühbarocken Kirchenausstattung sind Reste erhalten. Die Orgel mit sechs Registern, einem Manual und einem Pedal wurde 1862 von Heinrich Wittig gebaut.